# Johann Martersteck

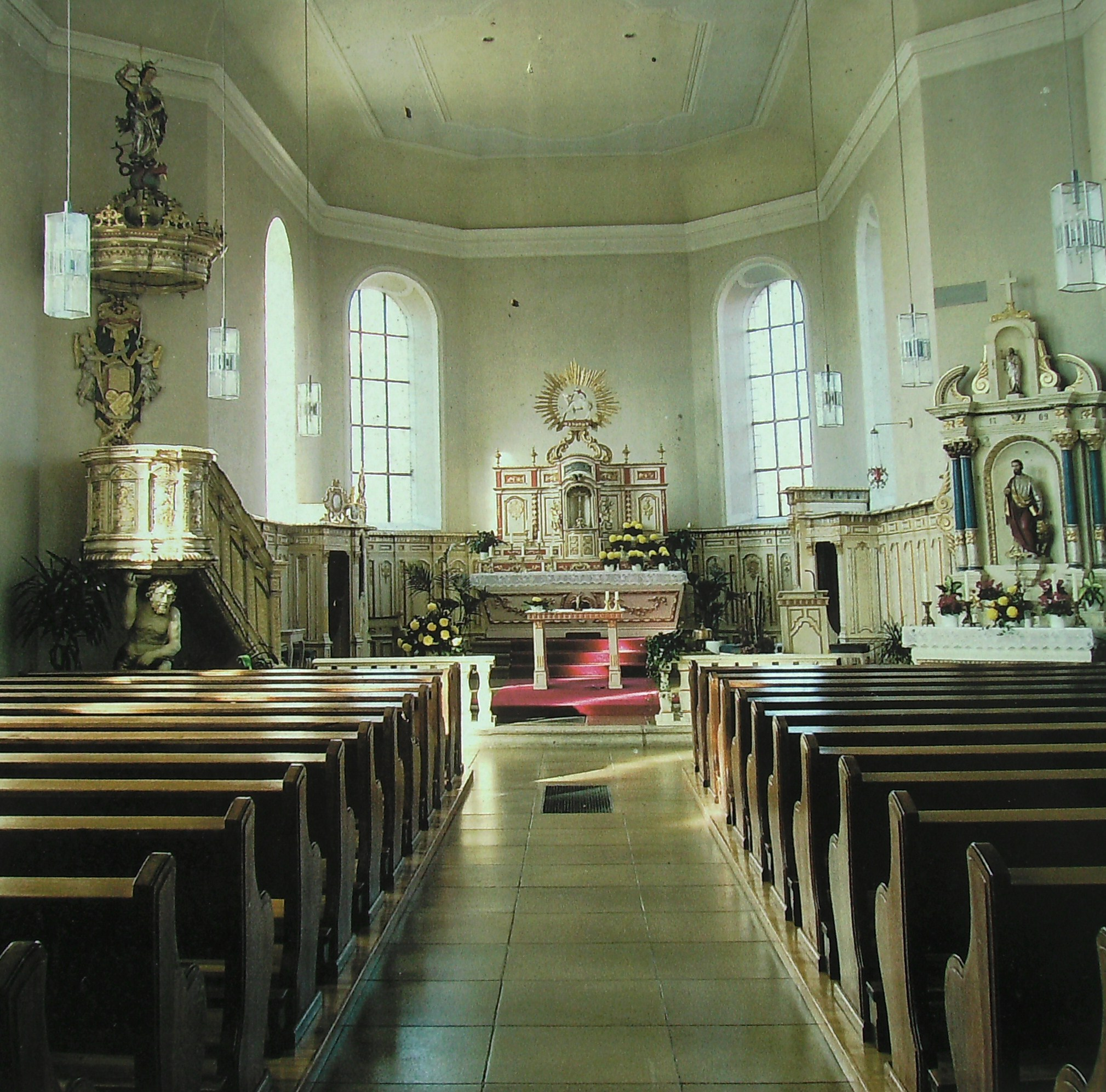
Chorraum der Kirche St. Markus in Reinheim (Gersheim); alles außer dem Hauptaltar Werke von Johann Martersteck aus der ehem. Klosterkirche Gräfinthal

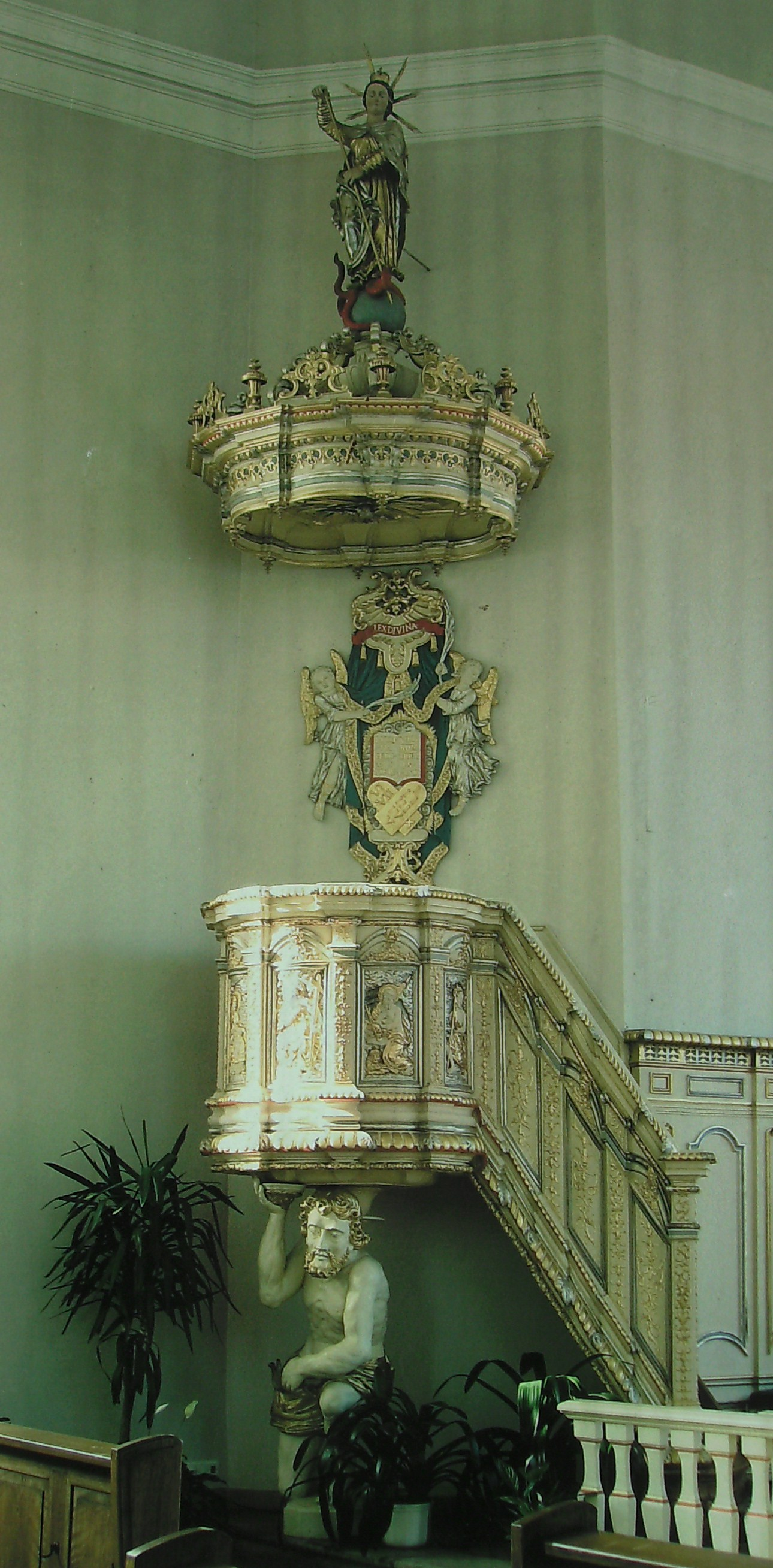
„Samson-Kanzel“ von Johann Martersteck, geschaffen für die Klosterkirche Gräfinthal, heute St. Markus Gersheim-Reinheim

Johann Martersteck öfter auch in den Varianten „Jean“ oder „Madersteck“ (* 1691 in Saarbockenheim (heute Sarre-Union); † 1764 in Wölflingen bei Bliesbrücken, Herzogtum Lothringen) war ein Bildhauer, Holzschnitzer und Altarbauer des Barock bzw. Rokoko, der vornehmlich im saarländisch-lothringischen Grenzgebiet wirkte.

## Leben und Wirken
Johann Martersteck entstammt einer fränkischen Familie, die ins Herzogtum Lothringen einwanderte. Er selbst wurde 1691 in Saarbockenheim, dem am rechten Saarufer gelegenen Teil des heutigen Sarre-Union geboren. Saarbockenheim oder Bouquenom gehörte damals zu Lothringen, jetzt ist Sarre-Union der Hauptort des sogenannten „Krummen Elsass“. Seit 1735 hatte Martersteck im lothringischen Wölflingen bei Saargemünd eine Stelle als Schreiber, später arbeitete er dort als Gemeindevorsteher im Auftrag der Jesuiten von Saarbockenheim, wo sich eine bedeutende Niederlassung des Ordens befand.
Über seine Beamtentätigkeit hinaus wirkte Johann Martersteck in seiner Heimat hauptsächlich im sakralen Bereich als Künstler, wobei er Altäre und qualitatives Kircheninventar aus Holz schuf, farblich fasste und sich auch als Holz- bzw. Steinbildhauer einen renommierten Namen erwarb.
Eines seiner Hauptwerke war die 1733–1736 von ihm geschaffene Barockausstattung der Klosterkirche von Gräfinthal, welche jedoch nach der Klosterauflösung (1785) zerstreut und von den französischen Revolutionären 1793 als „Brennholz“ versteigert wurde. Hierdurch gelangten die dortige Kanzel, Beichtstühle, Vertäfelungen u. a. in die katholische Kirche St. Markus zu Gersheim-Reinheim, wo sie heute zu den besonderen Sehenswürdigkeiten gehören. Insbesondere die Kanzel, die auf einer Figur des alttestamentlichen Richters Samson ruht, wird als eine der schönsten erhaltenen Schöpfungen Marterstecks angesehen.
Der ehemalige Hochaltar von Gräfinthal, welchen der Künstler als Gnadenaltar zur Aufstellung des Vesperbildes „Unsere Liebe Frau mit den Pfeilen“ konzipierte, befindet sich jetzt in der modernen Pfarrkirche St. Paul zu Bliesmengen-Bolchen.
Aus Marterstecks Werkstatt stammen aber auch steinerne Wegkreuze, so etwa jenes an der „Schwemme“ (frühere Pferdetränke, heute Dorfbrunnen) in Ormesheim. Es trägt die Signatur:„J. Martersteck fecit 1753“.
In den lothringischen Gemeinden Rahling, Siersthal, Loutzviller
und Rimling
sowie im elsässischen Sarrewerden und in der Kapelle St. Vinzenz von Paul in Urbach
existieren in den katholischen Kirchen Hochaltäre von Johann Martersteck; die Kirche Saint Didier in Gros-Réderching besitzt sogar ein Ensemble von drei Altären Johann Marterstecks.
Das Altar Retabel von Olferding aus dem Jahr 1755 ging verloren.
Eine Gedenkseite des Saar-Pfalz-Kreises über den Künstler hält fest, dass Johann Marterstecks Kunstwerke „bis heute in zahlreichen Ortschaften der unteren Blies und mittleren Saar verbreitet“ sind.
Johann Marterstecks Sohn Franz (auch Johann Franz), dem das Wegekreuz an der Letschenbachbrücke unweit des Klosters Gräfinthal zugeschrieben wird, arbeitete zusammen mit seinem Vater im gleichen Metier. Beide werden häufig verwechselt, insbesondere wird dem Vater auch zuweilen der Zweitname „Franz“ zugeschrieben.